# Morgan's Point Resort (Teksas)
Morgan's Point Resort je grad u američkoj saveznoj državi Teksas. Prema popisu stanovništva iz 2010. u njemu je živjelo 4.170 stanovnika.